# 쥔산구

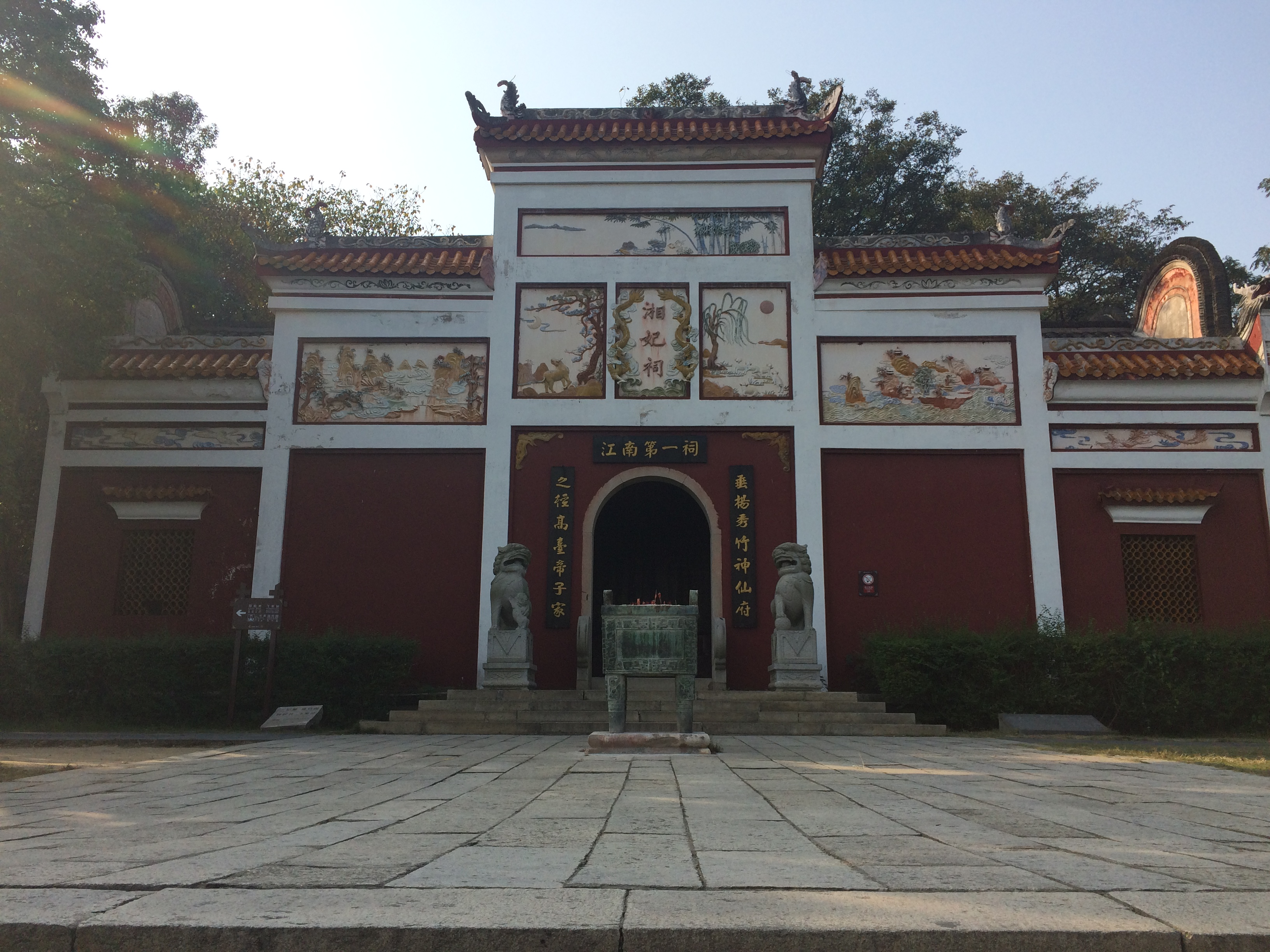

쥔산구(한국어: 군산구, 중국어: 君山区, 병음: Jūnshān Qū)는 중화인민공화국 후난성 웨양 시의 현급 행정구역이다. 넓이는 623km2이고, 인구는 2007년 기준으로 240,000명이다.

## 행정 구역
1개 가도, 4개 진을 관할한다.
- 가도: 西城街道.
- 진:  广兴洲镇, 许市镇, 钱粮湖镇, 良心堡镇,